# Kumaran Asan
Kumaran Asan (en malabar, കുമാരനാശാന്‍, Thiruvananthapuram, 12 de abril de 1873-16 de enero de 1924) fue un poeta de la India y reformador social del estado de Kerala. Fue discípulo de Sri Narayanaguru, el gran líder espiritual de la India.  Asan es considerado una figura clave en el renacimiento de la literatura malabar, y de la India.

## Biografía
Asan nació en una familia de clase media en 1873 en la aldea de Kayikkara, en el distrito de Thiruvananthapuram, Kerala. Después de la educación de la escuela, trabajó como profesor en la escuela local. Más tarde se trasladó a Calcuta para los estudios superiores. Volvió a Kerala y pasó su tiempo en el trabajo social y literaria. Murió en un accidente de barco en 1924.

## Literatura

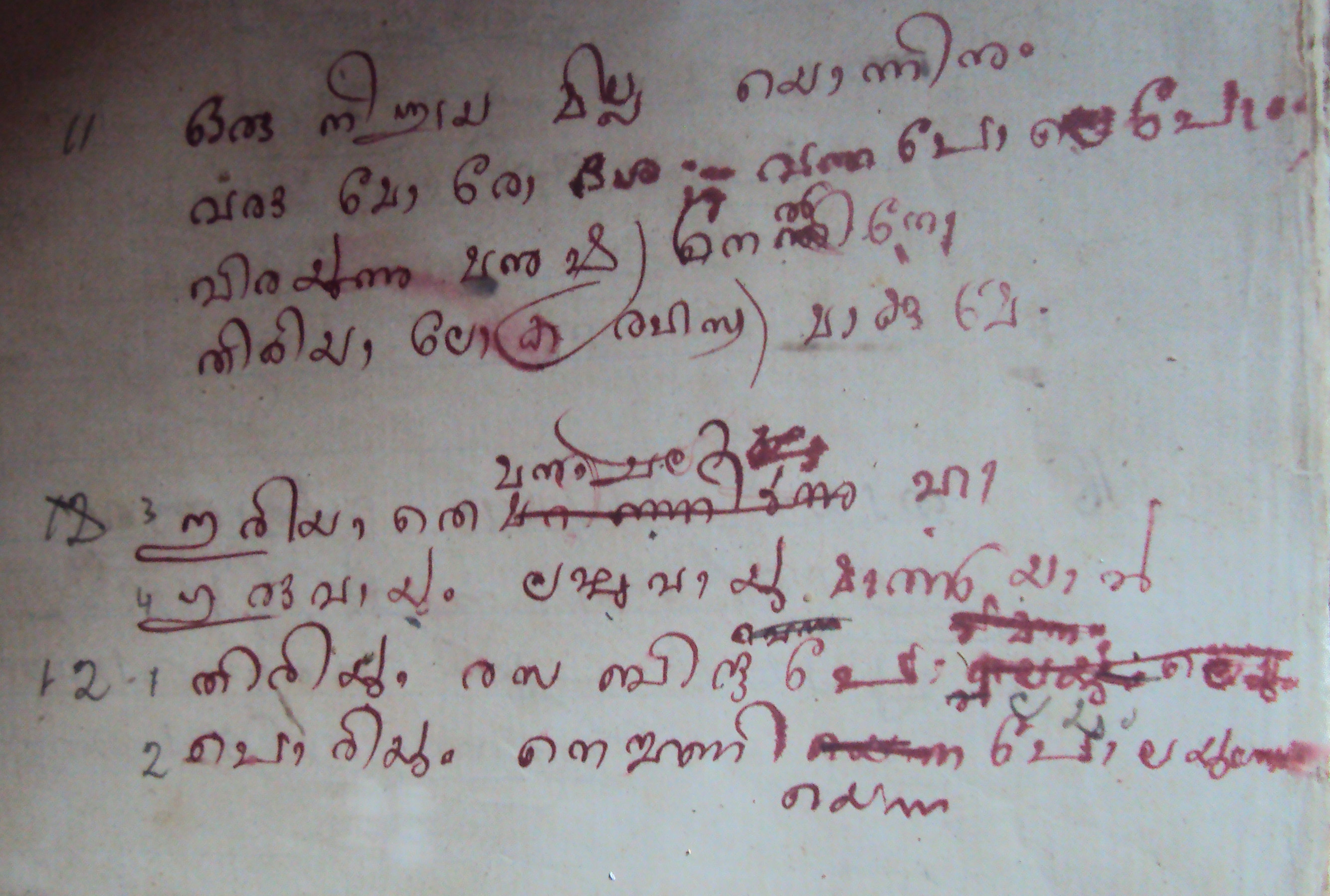
Manuscrito de Kumaran Asan.

Kumaran Asan transformado el contenido y la forma de la poesía malabar en el primer cuarto del siglo XX. Ha publicado 17 libros de poemas.